# Salto con gli sci ai XXII Giochi olimpici invernali - Gara a squadre
Nel salto con gli sci ai XXII Giochi olimpici invernali la gara a squadre si è disputata il 12 febbraio nella località di Krasnaja Poljana sul trampolino HS140 RusSki Gorki.
La nazionale tedesca ha vinto la medaglia d'oro, quella austriaca la medaglia d'argento e quella giapponese la medaglia di bronzo
La squadra campione olimpica uscente, che aveva conquistato l'oro nella precedente edizione di Vancouver 2010, era la nazionale austriaca, formata da Wolfgang Loitzl, Andreas Kofler, Thomas Morgenstern e Gregor Schlierenzauer, che aveva preceduto nell'ordine la nazionale tedesca  (medaglia d'argento) e quella norvegese (medaglia di bronzo).

## Classifica di gara
| Pos. | Squadra                                                                          | Lungh. 1° Salto               | Punt. 1° Salto                | Lungh. 2° Salto               | Punt. 2° Salto                | Punteggio totale               |
| ---- | -------------------------------------------------------------------------------- | ----------------------------- | ----------------------------- | ----------------------------- | ----------------------------- | ------------------------------ |
|      | Germania Andreas Wank Marinus Kraus Andreas Wellinger Severin Freund             | 533.0 132.0 136.5 133.0 131.5 | 519.0 123.2 136.1 125.3 134.4 | 528.0 128.0 134.5 131.0       | 522.1 125.5 132.0 133.9 130.7 | 1041.1 248.7 268.1 259.2 265.1 |
|      | Austria Michael Hayböck Thomas Morgenstern Thomas Diethart Gregor Schlierenzauer | 527.5 134.0 129.0 136.0 128.5 | 516.5 127.7 124.3 136.0 128.5 | 528.0 130.0 133.5 132.5 132.0 | 521.9 130.4 129.9 130.2 131.4 | 1038.4 258.1 254.2 266.2 259.9 |
|      | Giappone Reruhi Shimizu Taku Takeuchi Daiki Itō Noriaki Kasai                    | 524.0 132.5 127.0 130.5 134.0 | 507.5 127.8 117.9 130.3 131.5 | 527.5 131.5 130.0 132.0 134.0 | 517.4 132.6 120.5 127.0 137.3 | 1024.9 260.4 238.4 257.3 268.8 |
| 4    | Polonia Maciej Kot Piotr Żyła Jan Ziobro Kamil Stoch                             | 513.5 131.5 121.0 130.5 130.5 | 489.2 125.0 107.2 127.8 129.2 | 529.0 129.0 132.0 133.0 135.0 | 522.6 126.8 126.3 129.7 139.8 | 1011.8 251.8 233.5 257.5 269.0 |
| 5    | Slovenia Jurij Tepeš Robert Kranjec Jernej Damjan Peter Prevc                    | 515.0 133.0 120.5 128.0 133.5 | 488.2 127.1 103.9 119.5 137.7 | 524.0 126.5 131.0 130.5 136.0 | 507.4 121.2 121.9 125.3 139.0 | 995.6 248.3 225.8 244.8 276.7  |
| 6    | Norvegia Anders Bardal Anders Fannemel Anders Jacobsen Rune Velta                | 511.0 137.5 129.5 119.0 125.0 | 486.0 137.7 123.4 111.5 113.4 | 522.0 133.0 130.5 125.5       | 504.7 134.8 125.4 125.8 118.7 | 990.7 272.5 248.8 237.3 232.1  |
| 7    | Rep. Ceca Jakub Janda Antonín Hájek Roman Koudelka Jan Matura                    | 504.0 131.0 128.0 122.5 122.5 | 476.0 123.3 121.4 122.1 109.2 | 516.5 127.5 131.0 130.5 127.5 | 491.8 121.6 126.1 118.0       | 967.8 244.9 247.5 248.2 227.2  |
| 8    | Finlandia Anssi Koivuranta Jarkko Määttä Olli Muotka Janne Ahonen                | 505.5 129.5 128.5 123.0 124.5 | 461.5 120.8 117.1 113.2 110.4 | 512.0 130.0 124.0 126.0 132.0 | 481.3 126.5 110.5 114.1 130.2 | 942.8 247.3 227.6 227.3 240.6  |
| 9    | Russia Il'mir Chazetdinov Alexey Romashov Dmitrij Vasil'ev Denis Kornilov        | 487.5 121.0 124.5 123.5 118.5 | 422.3 102.1 108.5 113.2 98.5  |                               |                               | 422.3 102.1 108.5 113.2 98.5   |
| 10   | Stati Uniti Peter Frenette Nicholas Fairall Anders Johnson Nicholas Alexander    | 479.0 113.0 120.5 119.0 126.5 | 402.5 84.2 102.0 101.9 114.4  |                               |                               | 402.5 84.2 102.0 101.9 114.4   |
| 11   | Corea del Sud Kang Chil-ku Kim Hyun-ki Choi Heung-chul Choi Seo-woo              | 476.5 116.5 126.0 117.0 117.0 | 402.0 91.2 113.5 99.5 97.8    |                               |                               | 402.0 91.2 113.5 99.5 97.8     |
| 12   | Canada Trevor Morrice Dusty Korek Matthew Rowley MacKenzie Boyd-Clowes           | 488.0 117.5 121.5 125.5 123.5 | 399.2 94.3 102.6 94.7 107.6   |                               |                               | 399.2 94.3 102.6 94.7 107.6    |

Data: Lunedì 17 febbraio 2014

1ª Prova di salto

Ora locale:  

2ª Prova di salto

Ora locale:  

Trampolino: RusSki Gorki 

Punto K: 125 m 

Legenda:
- DNS = non partito (did not start)
- DNF = prova non completata (did not finish)
- Pos. = posizione